# Union spirituelle des femmes
 (avril 2025).
Motif : Absence de sources secondaires.
- Archive Wikiwix
- Bing
- Cairn
- DuckDuckGo
- E. Universalis
- Gallica
- Google
- G. Books
- G. News
- G. Scholar
- Persée
- Qwant
- (zh) Baidu
- (ru) Yandex
- (wd) trouver des œuvres sur Wikidata

| 1. | Préciser le motif de la pose du bandeau. | Précisez le motif de la pose du bandeau en utilisant la syntaxe suivante : {{admissibilité à vérifier\|date=mai 2025\|motif=remplacez ce texte par le motif}}                                     |
| 2. | Informer les utilisateurs concernés.     | Pensez à avertir le créateur de l'article, par exemple, en insérant le code ci-dessous sur sa page de discussion : {{subst:avertissement admissibilité à vérifier\|Union spirituelle des femmes}} |

L’Union spirituelle des femmes est un groupe féministe chrétien animé par Cécile de Corlieu, née Compeyrot (1891-1982) et de  Thérèse Le Cormier, née Archambault (…-…), connue sous le nom de plume Pauline Le Cormier.

## Biographie

### Cécile de Corlieu
Cécile Compeyrot naît en 1891 à Saint-Dever sur Adour le 23 mai 1892 à minuit (ou le 24 mai à 00H00) dans une famille catholique très pratiquante, républicaine et dreyfusarde
En 1917 elle épouse Louis de Corlieu, capitaine de corvette de la Marine nationale française et inventeur des palmes de plongée, dont elle aura trois enfants avant que le couple ne se sépare.
En 1923, elle lance une pétition suffragiste. En 1929 elle rejoint l’Union française pour le suffrage des femmes (UFSF) et devient secrétaire de la commission « travail » du Conseil national des femmes françaises (CNFF), au côté de Cécile Brunschvicg, entre 1932 et 1935. 
Son féminisme a ses racines dans le courant catholique « moderniste », dont elle avait retenu cette phrase du père Loisy: « À la mort de Jésus, la femme perdit l’unique chance de libération qui se soit offerte à elle depuis le commencement de l’Histoire » . Elle décide de rattraper cette chance, d’assumer le « féminisme religieux » comme « une forme aiguë du modernisme »  et elle cite avec plaisir la seule réponse féminine à l’ordre de prêter le serment anti-moderniste : celle de l’Anglaise Miss Pètre. Son « prophète » enfin, c’est Léontine Zanta depuis la lecture de son livre Psychologie du féminisme.
Fondatrice de l’Union spirituelle des femmes avec Pauline Archambault, elle rejoint dans les années 1950 l’Union rationaliste et l’Alliance démocratique des femmes.
Elle s’oppose au vote familial au nom du personnalisme, au « retour des femmes au foyer » et professe, parfois discrètement puisque l’Église laisse bien peu d’ouvertures, une exégèse féministe de la Bible, la modification de la liturgie du mariage, l’ordination d’hommes mariés et de femmes. 
Elle publie ses mémoires en 1970 dans les Carnets d’une chrétienne moderniste et s’éteint à Céret le 19 mai 1982.

### Pauline Le Cormier
Thérèse Le Cormier épouse Paul Archambault (1883-1950) dont elle aura six enfants. Elle participe à l’Union spirituelle des femmes avec Cécile de Corlieu et dirige la section française de l’Alliance internationale Jeanne d'Arc fondée par Marie Lenoël. Elle publie sous le nom de Pauline Le Cormier.

### L’Union spirituelle des femmes
À partir de …., Cécile de Corlieu et Pauline Archambault animent un petit groupe nommé « Union spirituelle des femmes ».
Elles trouvent des soutiens dans le clergé catholique auprès de prêtres de la Compagnie de Jésus : le père Desbuquois, fondateur-supérieur de l’Action populaire, qui rédige la déclaration féministe catholique lue par Cécile de Corlieu en 1929 aux États généraux du féminisme ; le père Lambert, Provincial de Paris puis Aumônier général des Jeunesses catholiques, qui bénit l’Union spirituelle des femmes dans la chapelle de la rue Monsieur; le père Teilhard de Chardin. Ces hommes surent entrevoir « dans l’ascension des femmes un exhaussement humain d’ordre spirituel »
Cécile de Corlieu rencontre le père Dubesquois pour la première fois en 1928. Elle lui lance alors : « Quand des femmes voudront dire la messe, vous serez obligés de dire encore plus de bêtises que n’en disent les sénateurs pour nous empêcher de voter » . Elle-même n'allait plus à la messe.
En 1929 sont lancés des États généraux du féminisme. Le cardinal Dubois, archevêque de Paris, « encouragea des femmes catholiques à y participer mais il exigea que ce soit à titre individuel, et qu’une déclaration doctrinale y soit lue au nom des femmes catholiques présentes. Le Père Desbuquois rédigea cette déclaration que je lus » 
Cécile de Corlieu proclamait là les fondements du modernisme féminin dont Emmanuel Mounier dira : « Le chrétien qui collabore à ce féminisme donne à l’œuvre de la Rédemption une poussée à nulle autre pareille, en profondeur et en étendue ».
L’inviolabilité de la personne humaine est le cœur de la déclaration du 15 février :
« C’est de son être spirituel, indépendamment de sa nature féminine, que la femme tire son titre de personne (…) L’égalité de la personne humaine reconnue en droit, à la femme, resterait platonique si les conditions matérielles, intellectuelles, sociales faites à la vie de la femme ne s’harmonisaient pas avec cette égalité fondamentale. Celle-ci reste pratiquement violée, si le statut réservé à la femme exerce une pression ou une déformation en opposition avec le respect et l’expression normale de son caractère de personne humaine. (…) une personne ayant un certain caractère d’absolu, sa fin à soi, se refuse à servir d’instrument et de moyen, s’y refuse à tel point qu’il lui est impossible d’abdiquer cette souveraine maîtrise de soi, de renoncer à sa personnalité. Son inviolabilité s’impose à elle-même, à autrui, à Dieu même ».
Cécile de Corlieu est révoltée par la condition faite à la femme, y compris dans l’Église et elle trouve des appuis parmi les Jésuites : « Ces prêtres connaissaient et ils approuvaient notre mépris intellectuel pour les cocasseries pauliniennes. En tant que prêtre, l’homme est le Christ. En tant qu’époux, il est le Christ. En face de cet homme qui s’entête à être Dieu, le sort de la femme varie. Dans l’Église, elle n’est rien ou tout au plus un « membre imparfait » d’après saint Thomas d’Aquin. Dans le mariage, en tant qu’épouse, de Jésus-Christ, elle devient l’Église. Ces Jésuites français nous disaient : « Exigez la modification de la liturgie matrimoniale ».
En 1931, elle travaille avec le père Desbuquois à cette réforme du mariage. Elle veut que l’autorité paternelle cède la place à « l’autorité parentale » et elle conteste le « devoir de procréation » tel qu’il est compris chez les Catholiques. Comme le dit le père Desbuquois : « la richesse spirituelle du couple suppose son équilibre hors de l’angoisse justifiée d’une procréation excessive, hors de l’obsession d’un péché sexuel inexistant. Quand l’équilibre n’est pas obtenu, c’est chaque fois un cas particulier qui ressort de la médecine et non du confessionnal ». 
Le père Desbuquois avait bien l’écoute de Rome sur les questions économiques et sociales - il avait participé à la rédaction de l’encyclique Quadagresimo Anno - mais ses thèses sur la morale conjugale ne furent pas retenues dans l’encyclique Casti Connubii.
Desbuquois est bousculé par cette jeune femme si différente des paroissiennes habituelles, tellement indifférente au « prestige sacré » de ces hommes. Il lui dit un jour : « Je vis devant le jugement que portera sur moi la vieille femme que vous serez un jour, quand je serai mort »
Cécile de Corlieu analyse le renversement qui s’instaure : « L’Église place ses prêtres, quoi qu’il leur arrive, au cours de leur vie, devant un seul engagement, celui contractée avec elle. La femme n’existe pas. L’inexistence de la femme est la grande commodité dont l’Église romaine structure sa puissance par le célibat ecclésiastique. Le père Desbuquois renversait la vapeur. Il mettait la conscience du prêtre devant la femme ; celle-ci prenant conscience d’elle-même ».
Pauline Archambault et Cécile de Corlieu réclament non seulement l’ordination d’hommes mariés, mais aussi l’ordination de femmes : « Oui, oui, on m’a parlé de vous. Alors ça vous intéresse d’être curés ? », leur lancera le père Teilhard de Chardin à leur première rencontre avant de les lancer sur une critique plus profonde car « le sacerdoce, rien ne peut le donner à qui ne l’a pas en lui, rien ne peut l’enlever à qui le possède ». 
Cécile de Corlieu, au fond, ne veut pas être ordonnée selon des rites qu’elle juge magiques puisqu’ils donnent un pouvoir quelle que soit la conscience de celui qui le reçoit. Dans ses Carnets de 1970, elle ajoute : "L’accès des femmes à la prêtrise catholique marquerait aujourd’hui une vérité trop circonscrite. La marche vers une plus haute vérité risquerait d’en être encore ralentie. La victoire du christianisme sur toutes les religions, sur le paganisme dont restent porteuses toutes les religions, aura pour signe avant-coureur la suppression de la caste séparée, tandis que se généralisera et s’intensifiera le sacerdoce, celui que rien ne peut donner ni enlever, de l’extérieur" 
Les deux jeunes militantes sont soutenues par une autre personnalité jésuite de premier plan : le père Lambert, Provincial de Paris. Avant de quitter ce ministère pour celui d’Aumônier général des Jeunesses catholiques, il leur propose « une sorte d’intronisation dans sa chapelle de la rue Monsieur » :
« Union spirituelle des Femmes, union des esprits dans la spiritualité chrétienne pour l’avènement du règne de l’esprit ; tel est, Mesdames, votre idéal. Vous avez l’originalité de placer sur un plan spirituel, des aspirations trop souvent considérées d’un point de vue exclusivement matériel (…). Vous rejetez l’idée qui domine toutes les religions, toutes les civilisations : la femme objet de plaisir, objet de péché. Vous déplorez les insuffisances du christianisme à votre égard ; mais vous savez que le christianisme, comme la vie, est un développement continu. À ce développement, vous prétendez apporter votre effort. Vous en avez le droit et le devoir de tendre à une spiritualisation de plus en plus profonde (…) de réclamer pour l’homme comme pour la femme, une libération de toutes les servitudes, de tous les préjugés qui entravent l’accomplissement du christianisme (…). Vous n’abandonnez pas les problèmes relatifs à la femme dans notre société actuelle civile ; mais dominant le matériel, vous haussez le féminisme sur le plan spirituel. Ainsi par vos lutes et vos victoires vous ferez de l’éternel ». 
Cette fois-ci, au contraire de 1929, le texte est rédigé par les femmes et le prêtre leur confie l’usage de son ministère. Pas une fois n’est mentionné le nom d’« Église catholique ».
Ces femmes aspirent à une reconnaissance que l’Église se refuse encore à leur donner.  
À ce propos le père Desbuquois écrit à Cécile de Corlieu le 9 novembre 1955. Il lui conseille la sérénité « sous le regard de l’Éternel, devant l’immobilisme ou la déconcertante lenteur des humains dans la marche vers la vérité (…) Quant à vos anticipations audacieuses, remettez-les soigneusement dans vos tiroirs d’où l’une de vos arrière-petites-filles, dans quelques dizaines ou quelques centaines d’années les exhumera pour votre gloire».
Mais Cécile de Corlieu n’entend pas adopter la prudence du père Desbuquois pour pouvoir continuer à réformer l’Église de l’intérieur ; elle entend poursuivre le combat moderniste qui consiste à « arracher Dieu à son passé ».
Elle le poursuivra aussi avec ses « nouveaux amis de l’Union rationaliste française » avec lesquels elle combat le récit de la faute originelle qui retombe sur Eve, et le « mâle furibard à la longue barbe » qui n’est apaisé que par la mort de son fils.
Mais elle défend toujours « un Crucifié pour le salut du monde et sa mère au pied de la croix » et elle se remémore la lettre du père Desbuquois : « Notre idéal, nos aspirations sont les mêmes : le relèvement, l’ascension de la femme qui reste la grande opprimée, victime d’une passion sans honneur, étrangère à l’amour vrai ».
Prie-t-elle encore ? : 
- « Je sais si bien ce qu’est la prière que je ne marche pas. Je ne prierai qu’au moment de mourir, à condition de ne pas voir de prêtre. Je ferai cette recommandation à mes enfants. Pour me persuader que je vais vers la Lumière Éternelle, je veux être bien tranquille, seule avec Dieu »[29]
- « C’est l’humanité de Jésus qui m’est proche. Une humanité qui appelle le Père sans être certaine que le Père réponde. Elle est la grandeur de la prière »[30]

Croit-elle encore en Dieu ? : « J’opte pour la thèse que Dieu existe en moi et qu’il est préférable que Dieu existe suffisamment dans le monde humain pour qu’une interpellation à Dieu subsiste, pour que Dieu demeure sous le jugement de l’homme, tel un mode d’existence de notre espèce, telle une pulsion de nos êtres vers une plus-value qui nous inquiète et nous importe. L’athéisme officialisé, l’athéisme, en exclusivité sur la terre, amenuiserait, je le crains, les plus belles révoltes de l’homme, engourdirait l’homme spirituellement, je le crains, autant que les docilités sacralisées des anciens livres. (…) Non, ce n’est pas s’assoir entre deux chaises que de construire un pont entre deux rives pour, du milieu du pont, observer les deux rives. (…) Car il est fallacieux d’ironiser sur une église en décomposition ou sur une déconfiture de la démocratie alors que sur chaque rive, simultanément et au même titre, une œuvre de vérité doit se penser, se redresser, se faire. »
Singulier destin celui de ces femmes proclamant dans le désert des paroles neuves, qui n’eurent le renfort ni du nombre ni de l’autorité et qui avancèrent sans gloire ni dénouement, dérisoires et tragiques comme ces lignes de Pauline Archambault à Cécile de Corlieu le 22 novembre 1967 :
«  Je ne sais pas si je crois encore en Dieu. Cela ne m’empêche pas, quand même, de passer mon temps à dire merci. Merci pour le ciel, le vent, l’herbe, les fleurs, l’espace. Merci d’être encore sur terre ».

### Les articles dans le journalL'AUBE
Dans Maternité et liberté, Cécile de Corlieu soutient que l’intérêt de l’enfant requiert la collaboration des parents et de l’État. 
Elle s’insurge en ce sens contre l’État hitlérien qui fait le tri entre les femmes pour assurer la pureté de la race. 
Elle refuse aussi la vision qu’ont des femmes socialistes de la maternité : une simple fonction sociale qui devrait être rétribuée par l’État, au risque d’oublier les conditions morales qui déterminent la mission et la responsabilité de mère. Une mère, donc, pas une reproductrice.
Elle refuse encore la pression de certains « familiaux » catholiques qui prétendent interdire le mariage aux femmes exerçant une profession rétribuée, ôtant ainsi aux femmes l’exercice de leur libre arbitre et leur déniant d’avance la faculté de bien juger.
Déceptions – Résolutions retient la leçon de l’ex-députée allemande Schreiber devant la « poussée hitlérienne » : le suffrage féminin n’est pas forcément synonyme de démocratie et de paix. Cécile de Corlieu entend pourtant rassurer les députés français et elle encourage l’éducation des femmes à la citoyenneté. Selon elle le succès profond du suffrage féminin est lié au triomphe durable du principe démocratique. Elle rappelle l’exemple de l’Angleterre où l’Alliance internationale Jeanne d'Arc sut faire le nécessaire travail d’éducation : « Dans une vieille démocratie comme l’Angleterre, les femmes ont mis moins de temps  pour s’imprégner de leurs droits qu’il n’en a fallu aux Allemands des deux sexes pour revenir à leur vieux péché de caporalisme. Ceci devrait rassurer nos sénateurs français et les inciter à nous faire confiance… ».
Confiance pour tous promeut le programme démocrate-chrétien de L’Aube, cet « ordre nouveau » où les femmes auront leur place : « ordre spiritualiste et personnaliste, cite-t-elle, destiné à permettre à tout homme de vivre sa vie en personne par une participation sans cesse élargie à tout ce qui fait le prix de la vie et la force de la communauté humaine ». Le suffrage féminin fait partie du programme. Cécile de Corlieu rappelle combien, parmi les prolétaires, ce sont les femmes et les enfants les plus démunis et que la vie matérielle des femmes est pour elles la première urgence. Pour y répondre, elle guette le développement d’un « État-assureur en attendant un État-coopérative » et le remplacement du contrat de travail individuel par un contrat collectif ou, mieux, par un « statut » qui assure la stabilité, car « pour la jeune fille moderne, une situation est une dot. » Elle termine par la justification du « féminisme intégral » donnée par Mlle Butte qui entend à la fois « réhabiliter les qualités essentiellement féminines » et « continuer l’effort féministe d’émancipation afin d’atteindre une situation équilibrée ».
Le suffrage familial et les Associations féministes défend l’égalité politique des sexes quelle que soit la forme de représentation établie. S’il y a vote familial, que le père et la mère se partagent également les « voix supplémentaires » et que les droits maternels soient reconnus aux mères célibataires autant qu’aux veuves. 
Mais Cécile de Corlieu veut aller plus loin et épanouir toutes les possibilités du « personnalisme spiritualiste » dont elle se réclame en politique. Le vote n’est pas une « fonction » civile à laquelle le père, en tant que « chef de famille », aurait un droit plus éminent. C’est la manifestation d’une opinion concernant la conduite de l’État. C’est donc un jugement de conscience que nul ne peut manifester à la place d’autrui, et de ce point de vue, aucun des parents ne peut revendiquer l’exercice du vote de ses enfants. Cécile de Corlieu rappelle que cette position n’est pas socialiste : le catholicisme lui-même ne fait pas du mariage un « sacrement familial » à l’usage du chef de famille, ni ne baptise l’enfant à travers sa famille. 
Pour nos sœurs d’Afrique répond à l’appel des Missionnaires d’Afrique-Équatoriale française (AEF) et au livre de l’un d’entre eux – Femmes esclaves - en faveur de l’abolition de la polygamie, particulièrement chez des chefs indigènes qui exploitent leurs épouses comme « de grands débauchés, de grands patrons et de grands souteneurs ». Cécile de Corlieu fait la publicité d’une Société d’études africaines, dont le siège social est à son domicile personnel, créée pour la défense de la femme et de la famille en AEF. Des autorités religieuses, coloniales et sociales parrainent l’association qui compte dans son comité actif plusieurs personnalités féminines et féministes. Le but est d’abord de faire changer la législation des colonies par laquelle des chefs blancs protègent des chefs noirs.
Ce que nous devons repenser pour l’enfant exhorte les « familiaux » à ne pas se figer dans le vocabulaire du « chef de famille » et de « l’autonomie familiale ». Les féministes en effet entendent rendre au père et à la mère leur vocation première : le bien de l’enfant. Sur ce plan, père et mère sont à égalité et les droits des mères ne sauraient être diminués sans diminuer les droits de l’enfant. Le père et la mère sont « les deux responsables de la famille »
Ce que nous devons ’’repenser’’ pour la femme évoque la révolution accomplie à en juger l’amour que se portent les jeunes alors que l’homme ne rencontre plus dans la femme « l’écho de sa propre pensée » mais « une pensée personnelle ». Il est désormais admis que les femmes soient instruites, qu’elles puissent bientôt voter, qu’elles disposent librement de leur salaire. Mais quelle est la reconnaissance du « travail ménager » ? À la femme au foyer, qui « consacre sa vie aux soins et à la direction du ménage » et « renonce personnellement à courir sa propre chance pour mieux seconder la carrière de son mari », il manque des garanties matérielles équivalentes à celles dont jouit la travailleuse professionnelle. Cécile de Corlieu réclame que lui soir reconnue « ’’en propre’’ une partie du gain de son mari, en sa qualité d’associée ». En effet « l’obligation pour le mari d’entretenir sa femme selon ses ressources et son rang (… n’est nullement sanctionnée tant que la famille reste constituée » 
Richesses familiales réfute, non sans humour, la réclamation d’un « vote politique plural en faveur du père de famille ». Cécile de Corlieu rappelle que sous l’Ancien régime il s’agissait de préserver la richesse matérielle de la lignée en faisant de l’aîné le chef de famille. Quand les cadets de famille, siégeant en masse au tiers-état, firent la Révolution, les hommes passèrent avant la lignée. Et ces héritiers viennent aujourd’hui réclamer sur les femmes un droit d’aînesse qu’ils n’aimeraient pas voir rétabli tout de bon ! Qu’ils comprennent donc l’importance d’une vocation personnelle et d’un suffrage personnel car « bien plus que d’ordre matériel, les richesses familiales sont d’ordre humain ».
Pourrait-on s’entendre ?... répond à l’interpellation de Cécile de Corlieu par le président de la Confédération générale des familles. Ce dernier appelle à une « restauration de la famille humaine » quand les féministes appellent à « repenser » la famille. Repenser la famille car le sacrifice aveugle des individus à la famille est la meilleure préparation à « l’abdication du sens critique en une griserie collective » et finalement à la déification de l’État. Repenser la famille car l’absorption de la femme dans l’institution familiale dirigée par l’homme fait d’elle le « pâle reflet du maître », « l’humble prêtresse du culte de la force », et cette négation de la femme a pour conséquence les jardins d’enfants militarisés d’Allemagne et d’Italie.
« La famille, pas plus que l’État n’est une fin en soi », rappelle Cécile de Corlieu qui espère rapprocher les points de vue en définissant la famille comme « procédant de notre besoin d’aimer, de nous dépasser, de nous fixer ». « Ayant pour origine l’éminente dignité de la personne humaine, la famille ne peut avoir pour but et raison d’être que de la servir. Ainsi se déterminent les droits de la famille en même temps que leur limitation. De cette conception est née le droit de l’enfant (…) » Et c’est aussi de là que la femme, « être familial par excellence » tire son droit à siéger, en tant que ménagère dans les conseils économiques, en tant que mère dans les « forces morales et spirituelles », en tant que femme dans les assemblées politiques. 
La grande pitié des foyers pauvres appelle à un sursaut de justice sociale au moment où l’unité des Français est plus que jamais nécessaire. Car si les Français sont si peu nombreux en face des Allemands c’est que la misère les tue et ne les encourage pas à transmettre une vie précaire
L’objet du choix a pour point de départ une conférence de Cécile Brunschvicg au cours de laquelle sa défense de la femme fut une authentique défense de la personne humaine. Pour les femmes de 1939 il ne s’agit plus en effet de lutter pour atteindre le développement dont bénéficient les hommes car il n’y aura peut-être bientôt plus de développement possible pour quiconque à moins de défendre la personne humaine contre l’État totalitaire. 
Le choix à faire est soit de glorifier l’État, la Race et la Famille pour eux-mêmes, soit de n’attribuer « aux institutions d’autre valeur que le service de la personnalité, de sa richesse, de son originalité ». Ce n’est pas un « choix entre le sacrifice et la jouissance, entre un dévouement à ce qui nous dépasse et un bon plaisir individuel et mesquin. Le choix dont il s’agit c’est le choix entre le sacrifice d’esclaves qui construisent des pyramides et le sacrifice du Juste qui sauve l’humanité »

### Publications de Cécile de Corlieu
- 1933 : "Déceptions - Résolutions", "Chronique féminine" de L'Aube, 26 avril
- 1933 : "Maternité et liberté", "Chronique féminine" de L'Aube, 5 juillet
- 1934 : "Confiance pour tous", "Chronique féminine" de L'Aube, 22 février
- 1934 : « Le suffrage familial et les Associations féministes », L’Aube, 17 mars
- 1934 : "Pour nos sœurs d'Afrique", "Chronique féminine" de L'Aube, 19 avril
- 1934 : "Le suffrage familial et les Associations féministes", "Chronique féminine" de L'Aube, 17 mai
- 1936 : "Pourrait-on s'entendre", Le Monde, 25 février
- 1936 : "Ce que nous devons "repenser" pour l'enfant", L'Aube, 25 mars
- 1936 : "Ce que nous devons "repenser" pour la femme", L'Aube, 17 avril
- 1936 : "Richesses familiales", L'Aube, 27 avril
- 1936 : "Pour un statut personnel de la femme mariée", in Esprit : numéro spécial "La Femme aussi est une personne", no 45, 1er juin 1936. (avec Pauline Le Cormier)
- 1938 : "La grande pitié des foyers pauvres", "Chronique familiale" de L'Aube, 3 novembre.
- 1938 : "Féminisme - Natalité", "Chronique familiale" de L'Aube, 24 novembre.
- 1938 : "Et maintenant ?", L'Aube, 23-24 octobre. (Après les accords de Munich)
- 1939 : "L'objet du choix", "Chronique féminine" de L'Aube, 16 février
- 1970 : Carnets d’une chrétienne moderniste, Paris, Privat.

### Publications de Pauline Le Cormier (épouse Archambault)
- 1931 : ARCHAMBAULT Paul et LE CORMIER Pauline, Les distractions de nos enfants, Paris, Éditions Mariage et Famille. 132 p.
- 1936 : LE CORMIER Pauline et CORLIEU Cécile de, "Pour un statut personnel de la femme mariée", in Esprit : numéro spécial "La Femme aussi est une personne", no 18, 1er juin 1936. (avec Cécile de Corlieu)
- 1942 : LE CORMIER Pauline, A ma fille de 14 ans. Illustrations de Jobbé-Duval, Paris, Éditions familiales de France. 39 p.
- 1946 : LE CORMIER Pauline, «Le Tête-à-tête», in ROLLAND, LE CORMIER, ARCHAMBAULT, BRICE, Pour vivre à deux..., Paris, AMC : Éditions familiales de France, Collection « Pour un foyer chrétien » no 17. 48 p.
- 1950 : LE CORMIER Pauline, Pour toi ma grande fille. Confidences à une jeune adolescente, Paris, Éditions familiales de France. 64 p. (1953 : Confidences à une jeune adolescente, Montréal, Fides)
- 1950 : LE CORMIER Pauline, chapitre dans Gabriel Madinier et alii, Limitation des naissances et conscience chrétienne, Paris, Éditions familiales de France, Collection « Études de science et de doctrine familiales ».
- 1954 : CHOISY Maryse et alii, Conscience de la Féminité. Textes réunis par les soins de J. Viollet, présentation de Pauline Le Cormier, Paris, Éditions familiales de France, 1954. 444 p.
- 1955 : ARCHAMBAULT Pauline, La femme entre deux mondes, Genève, Jeheber, collection « Espoirs et besoins des hommes » no 5.
- 1967 : ARCHAMBAULT-LE CORMIER Pauline, "Mon amitié avec Jacques Nanteuil", in BAS-POITOU, 78e année, no 5, septembre-octobre 1967, Fontenay le Comte.

### Fonds d’archives
Bibliothèque Marguerite Durand : fonds « Cécile de Corlieu » : 
- des articles parus dans L'Aube entre 1933 et 1939 (sur les revendications féministes, l'hitlérisme et les "Familiaux")
- un article dans Esprit du 1er juin 1936,
- un article dans Le Monde du 25 février 1936
- le tapuscrit d'une conférence sur "le Conseil international des femmes" faite à l'AFDU de Grenoble, le 7 mars 1959 (15 pages)
- les statuts de "l'Association des amis de Cécile de Corlieu - Née Cécile Compeyrot"
- une lettre de l'ancienne ministre et députée-maire de Lisieux Yvette Roudy à Madame Anne de Corlieu-Lavau, datée du 16 juin 1992. (Accepte de faire partie du Comité d'Honneur de l'Association des amis de Cécile de Corlieu)
- une lettre du 26 juillet 1974 adressée à Monsieur Émile Gillaliert, fondateur de l'association Métanoïa pour l’approfondissement et l’investigation du sens des logia de l’« l'Évangile selon Thomas » (texte gnostique). Il est l'auteur en 1974 de Saint-Paul ou le colosse aux pieds d'argile et de Paroles de Jésus et pensée orientale
- l'annonce et le compte-rendu d'une conférence du 10 janvier 1976 au Cercle Ernest-Renan intitulée Une lecture féministe de la Bible,
- un manuscrit de Cécile de Corlieu accompagnant le don des articles de L’Aube
- une nécrologie et un faire-part de décès dans Le Monde (23-24 mai 1982 et 5 juin 1982)

Centre des archives du féminisme à la Bibliothèque universitaire d'Angers : Archives de Cécile Brunschvicg, Relations avec les membres du comité central de l’Union française pour le suffrage des femmes (cote : 1AF 4):  
- Correspondance de Cécile Brunschvicg avec Pauline Archambault (1932-1934)
- Correspondance de Cécile Brunschvicg avec Cécile de Corlieu (1931)